# Давидково
Давидково е село в Южна България, област Смолян, община Баните.

## География
Село Давидково се намира в Западните Родопи, край левия (северния) бряг на Давидковска река, на около 24 km изток-североизточно от град Смолян, 6 km север-северозападно от село Баните и 17 km северозападно от град Ардино. Релефът на територията му е силно раздвижен, надморската височина варира между около 860 m при реката и 1120 m в северния край, а в центъра на селото при сградата на кметството е около 1035 m. През Давидково минава третокласният републикански път III-8611.
Населението на село Давидково, наброявало 1759 души при преброяването към 1934 г. и 2260 към 1956 г., намалява постепенно до 517 души (по текущата демографска статистика за населението) към 2019 г.

## История
Село Давидково е възникнало в Средновековието. Първоначално селището се е намирало в местността „Дракоското“, която отстои на няколко километра западно над днешното село. В миналото местността се е наричала „Дуракоското“ – от името на поп Дурак, но през последните десетилетия произходът на името е забравен и днес местните жители произнасят наименованието „Дракоското“. В „Дракоското“ сега се намират ниви на давидковци. При по-дълбока оран местните жители са попадали на основи на сгради, както и на парчета от керамични съдове и други предмети от бита на предшествениците си. Не са запазени сведения кога и защо е изчезнало старото селище. Вероятно това е станало по време на чумна епидемия. Практиката в онези времена е била при избухване на чумна епидемия селищата да се напускат. Заселването на днешното село Давидково е станало през 17 или началото на 18 век. До 1934 г. името на селото е Давудево, произнасяно в местния диалект като Давудьово. Според легенда това име на Давидково произлиза от името на един от жителите на селището с прозвището „Дауд“ или „бърз като вятъра“.
През 1934 г. дотогавашното населено място село Давудево е преименувано на Давидково.
Към 31 декември 1934 г. към село Давидково спадат махалите Борово, Катраница, Крушево и Къшлите.

## Религии
В Давидково живеят християни и мюсюлмани.
Черквата в селото е на над 100 години. Посветена е на Свети пророк Илия и е построена през 1923 година. По време на комунизма е превърната в склад за брашно.
В селото има и два параклиса - един, посветен на Света Богородица, и един в чест на Свети Димитър Солунски.
Селото е част от Пловдивска епархия на Българската православна църква.

## Обществени институции
Село Давидково към 2020 г. е център на кметство Давидково.
В селото към 2020 г. има:
- действащо читалище „Зора – 1927“;[10][11]
- действащо общинско основно училище „Св.Св. Кирил и Методий“;[12]
- православна църква „Свети пророк Илия“;[13]
- джамия;[14]

## Културни и природни забележителности
- Връх Свобода. На връх „Свобода“ се намира гробът на Момчил войвода[15][16]. При теренни обхождания на върха, се установява старо тракийско светилище от 11 – 7 век пр. Хр. споменатото от Херодот най-голямо светилище на Дионисий[17], а грамадните камъни на върха са използвани за астрономически наблюдения и предсказания още в праисторическата епоха. Върху гроба на легендарния севастократор Момчил и тракийското светилище, през 2005 г. незаконно се построява[18][19] от лидера на ДПС Ахмед Доган, тюрбе на Енихан баба, известен с жестоката ислямизизация на българското християнско население в Родопите.

## Други
Край Давидково се намира действаща тепавица, наречена „дъща“. И до днес давидковци използват дъщата, както преди векове, за да изперат халищата, чергите и килимите си. Местността с река Глогино е много живописна и красива както цялото село.
Всяка година, кметът организира празник на селото. Празникът се прави по средата на месец август.